# Amina Ben Doua
 (avril 2020).
Si vous disposez d'ouvrages ou d'articles de référence ou si vous connaissez des sites web de qualité traitant du thème abordé ici, merci de compléter l'article en donnant les références utiles à sa vérifiabilité et en les liant à la section « Notes et références ».
Amina Ben Doua est une animatrice et productrice tunisienne, active respectivement sur Hannibal TV et Mosaïque FM.

## Radio
- 2003-2008 : Ahla Sbah (Mosaïque FM)
- depuis 2008 : Forum (Mosaïque FM)[1]

## Télévision
- 2015 : Het Nahkiw (Hannibal TV)
- 2016 : Houna Al An (Attessia TV)

## Théâtre
- 2019 : TranstyX[2]